# 기즈몬도

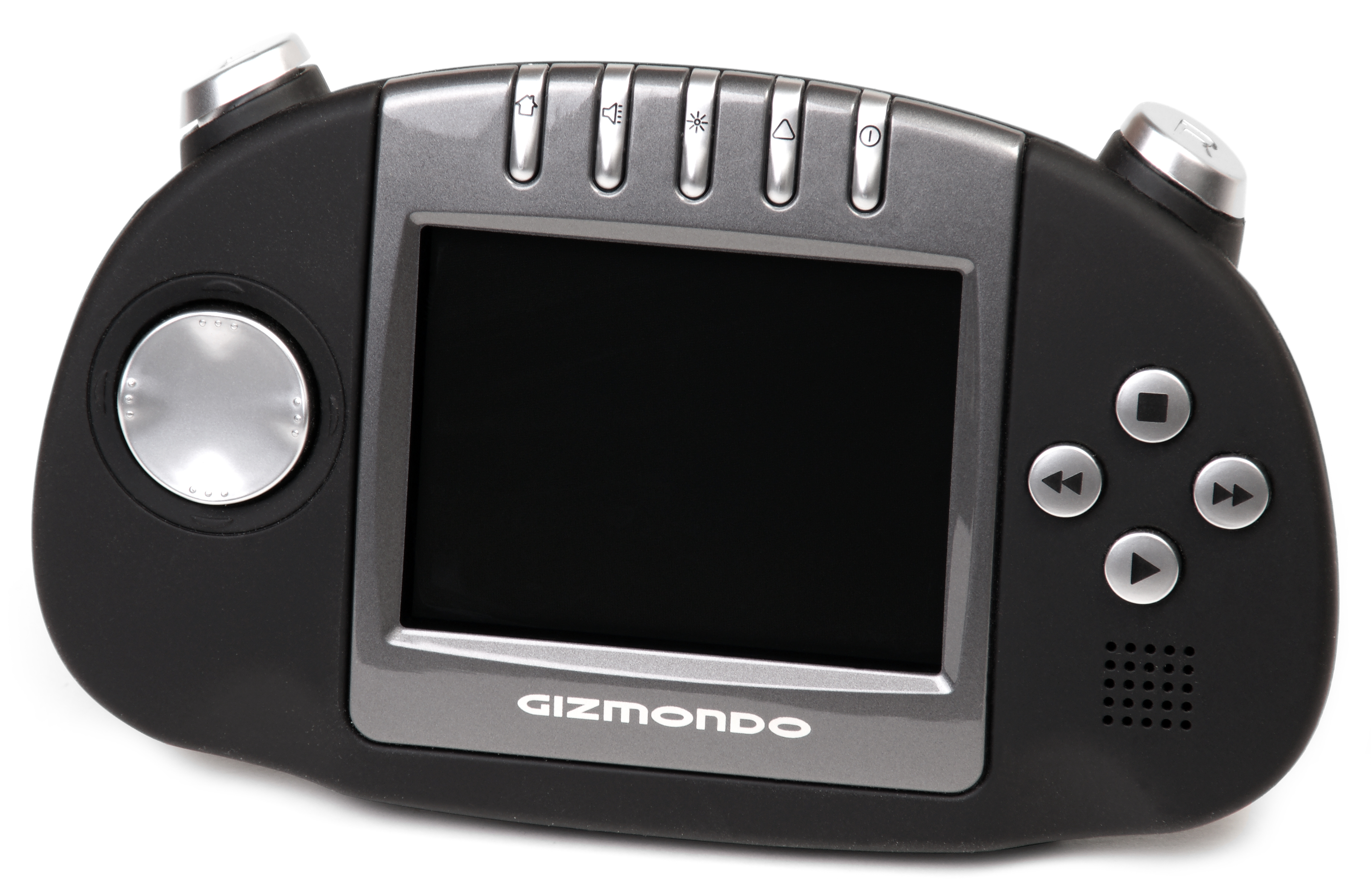

기즈몬도(Gizmondo)는 삼성의 ARM9 기반 S3C계열 900MHz CPU, Nvidia GeForce 3D 4500 GPU, 2.8인치 터치스크린, Win CE 기반 순정 펌웨어에 별도 SD 슬롯, GPS, 디지털 카메라까지 내장된 항공기용 리모컨에 가까운 조이패드를 내장한 휴대형 게임기였다. 2005년에 처음 출시되었으나, 이듬해인 2006년 제작 하청사인 타이거 일렉트로닉스의 파산과 함께 단종되었다.

## 여담
이 게임기에 들어간 게임 중 일부는 한국 기업에서 하청받았다.

## 같이 보기
- 스테판 에릭슨